# Judith Karlander
Judith Karlander, född Olsson 31 mars 1865 i Ölmevalla socken, död 27 september 1944 i Göteborg, var en svensk restauranginnehavare.

## Biografi
Judith Karlander var dotter till lantbrukaren Elias Olsson. 1892 gifte hon sig med lantbrukaren Johan Petter Karlander. Makarna bedrev under en tid restaurangverksamhet i Borås. De fick sex barn men skildes 1911. Sin egen restaurangverksamhet började hon 1907 sedan hon kommit till Göteborg och genom ett lån hos bryggeriägaren Melcher Lyckholm kunde köpa ölstugan Tullen vid Järntorget i Göteborg. Karlander rustade upp stället som tidigare varit känt som ett schabbigt ölhak till ett respekterad restaurang och behöll Tullen, som bland annat besjungits av Dan Andersson fram till sin död. Senare öppnade hon även ett café, Buffé Karlander, vid Järntorget. 1914 tog hon även över turisthotellet i Marstrand. Sedan restaurangen Gamla Alphyddan i Marstrand utkonkurrerats tog hon över även den. Då Frimurarlogens restaurang i Göteborg återöppnades efter renovering 1918 fick Karlander hand om verksamheten och drev den fram till 1920-talet. 
Under Jubileumsutställningen i Göteborg hade hon hand om Exportcaféet och Tivolirestaurangen. Efter utställningen köpte hon Palace Hotel som blev kronan i hennes restaurangimperium. Karlander såg till att Tivolirestaurangen blev Lisebergs huvudrestaurang men öppnade senare även Lisebergs Wärdshus i det gamla corps de logiet. 1938 tog hon även över Trädgårdsföreningens restaurang som sommarrestaurang inom Lisebergs område. Judith Karlander  tilldelades Vasamedaljen i guld.